# Heaven's Gate
Heaven's Gate (Poarta Raiului) a fost o religie OZN americană din San Diego, California, fondată și condusă de Marshall Applewhite (1931-1997) și Bonnie Nettles (1928-1985). Pe 26 martie 1997, poliția a descoperit 39 de cadavre ale membrilor grupului; aceștia s-au sinucis pentru a ajunge într-o navă spațială extraterestră despre care credeau că se află în urma cometei Hale-Bopp.